# Jason Miller (Eishockeyspieler)
Jason Miller (* 1. März 1971 in Edmonton, Alberta) ist ein kanadischer Eishockeyspieler. Bis Januar 2010 spielte er für die Dresdner Eislöwen in der 2. Eishockey-Bundesliga auf der Position des linken Flügelstürmers. Im Verlauf seiner Karriere absolvierte er sechs NHL-Spiele für die New Jersey Devils.

## Karriere
Jason Miller begann seine Karriere bei den Medicine Hat Tigers an der Seite von Trevor Linden, Wayne Hynes und Chris Osgood. Während des NHL Entry Draft 1989 wurde er von den New Jersey Devils in der ersten Runde an 18. Stelle ausgewählt (gedraftet). In seiner letzten Saison in der Western Hockey League erreichte er 136 Scorerpunkte in 66 Spielen und wurde aufgrund dieser Leistung von den Devils in einem NHL-Spiel eingesetzt.
In den folgenden beiden Jahren spielte Jason Miller in der American Hockey League bei den Utica Devils, dem damaligen Farmteam der New Jersey Devils. Aufgrund guter Leistungen in Utica mit 55 respektive 71 Punkten bekam er weitere Einsätze in der NHL, konnte sich dort allerdings nicht durchsetzen. Nachdem er in der Saison 1993/94 beim neuen Farmteam der Devils, den Albany River Rats spielte, aber trotz herausragender Leistungen – mit 22 Toren und 53 Assists – keine weitere Chance im NHL-Kader bekam, wechselte er zum Farmteam der Detroit Red Wings. Bei den Adirondack Red Wings war er mit 32 Toren und 33 Assists hinter Andrew McKim zweitbester Scorer des Teams. Da er wiederum keine Einsätze in der NHL bekam, entschied er sich mit 24 Jahren nach Europa zu wechseln. Seine erste Station dort war der HPK Hämeenlinna in der SM-liiga, wo er in 22 Spielen vier Tore und sechs Assists erzielte.
Nach einem kurzen Gastspiel beim ESV Kaufbeuren in der Deutschen Eishockey Liga kehrte er nach Nordamerika zurück und versuchte, sich bei den Peoria Rivermen für ein NHL-Team zu empfehlen. In der Spielzeit 1996/97 spielte er für San Antonio Dragons in der International Hockey League und brachte gute Leistungen, bekam aber dennoch kein Vertragsangebot aus der NHL. Daher entschloss er sich zu einer Rückkehr nach Europa und schloss sich der Düsseldorfer EG an. Ein Jahr später wechselte er innerhalb der DEL zu den Nürnberg Ice Tigers, für die er vier Spielzeiten absolvierte und 83 Tore sowie 111 Vorlagen in 210 DEL-Partien erreichte.
Über die Hamburg Freezers und die Schwenninger Wild Wings kam er 2004 zu den Eisbären Regensburg in die 2. Eishockey-Bundesliga, wo er zu alter Stärke zurückfand. Er wurde mehrfach Topscorer seines Teams und gehörte neben Martin Ančička zu den Führungspersönlichkeiten der Mannschaft.
Im April 2008 zog er sich einen Riss der Achillessehne zu und war daraufhin zunächst vereinslos. Ab November 2008 trainierte er bei den Dresdner Eislöwen mit und wurde kurze Zeit später für die 2. Bundesliga lizenziert.
Im Januar 2010 wurde Miller von den Eislöwen freigestellt.

## Erfolge und Auszeichnungen
- 1988 Memorial-Cup-Gewinn mit den Medicine Hat Tigers
- 1991 WHL East Second All-Star Team